# 4016 Sambre
4016 Sambre (1979 XK) là một tiểu hành tinh vành đai chính được phát hiện ngày 15 tháng 12 năm 1979 bởi H. Debehogne ở La Silla.